# Maurice de Rodellec du Porzic
Maurice de Rodellec du Porzic, né le 12 décembre 1894 à Lyon (Rhône) et mort le 18 février 1947 à Saint-Renan (Finistère), est un officier de marine, directeur des services de police de la ville de Marseille de 1940 à 1944 et a encadré l'activité du camp des Milles, camp d'internement près d'Aix-en-Provence.

## Biographie

### Officier de marine
Maurice de Rodellec du Porzic entre dans la Marine nationale en 1914. Il commande une batterie d'artillerie à Nieuport en Belgique en 1916. Il est élève de l'École navale promotion 1917. Breveté fusilier-marin, il est enseigne de vaisseau de 2e classe le 15 mars 1918 puis enseigne de vaisseau de 1re classe le 15 mars 1920. Il est décoré de la croix de guerre et de la Distinguished Conduct Medal, et fait chevalier de la Légion d'honneur.
Au 1er janvier 1921, il est en service à l'École des fusiliers-marins à Lorient. Il est nommé lieutenant de vaisseau le 11 février 1926 et embarque comme officier fusilier sur le croiseur Duguay-Trouin. En 1929, il fait campagne en Extrême-Orient sur le Waldeck-Rousseau à l'état-major du vice-amiral Mouget. Il est officier dans les sections spéciales du fort Charlet de Calvi, unité disciplinaire des fusiliers marins. Il sert ensuite sur les bâtiments Cassard (1932), l'Alerte (1933), le Marne (1937) puis le cuirassé Jean-Bart.

### Marseille 1940-1944
Maurice de Rodellec du Porzic est nommé directeur des services de police de la ville de Marseille le 12 octobre 1940, puis intendant de police de Marseille. Son chef de cabinet est alors Robert-Stéphane Auzanneau (1907-1980), également officier de marine.
À ce titre, il encadre l'activité du camp des Milles et participe à la destruction du quartier du vieux port et à la rafle de Marseille du 20 au 24 janvier 1943.
En 1941, il obtient le départ de Marseille du journaliste américain Varian Fry qui dirigeait l'Emergency Rescue Committee (Centre Américain de Secours) qui organisait l'exfiltration d'artistes et d'opposants au régime nazi. Varian Fry habitait avec ses collaborateurs la villa Air-Bel du quartier de La Pomme, et y logeait aussi André Breton, Victor Serge, et leurs familles. Cette période est relatée de manière fictionnelle dans la série allemande Transatlantique, sortie en 2023.

### Le camp des Milles
Le 6 août 1942, il est décidé que les internés du camp des Milles seront livrés aux Allemands. Le premier convoi de déportés quitte les Milles le 11 août 1942. Le 2 septembre 1942, Henri Manen, le pasteur aumônier du camp raconte dans son journal Au fond de l'Abîme qu'au début de la soirée du 2 septembre 1942, vers 19 h, l'Intendant de Police de Marseille Maurice de Rodellec du Porzic et son chef de cabinet Robert-Stéphane Auzanneau « sont arrivés au Camp. Ils ont estimé que le "chargement" n'était pas complet, et ont donné l'ordre de rafler à l'infirmerie, dans un dortoir d'hommes et de femmes le complément jugé indispensable. Ce fut horrible et indescriptible. Des hommes et des femmes ont été embarqués en chemise, en pyjama sans avoir eu le temps de rassembler leurs affaires ».
Il est arrêté à la Libération pour son refus d’aide médicale aux internés du camp des Milles en 1942 et son comportement de collaborateur avec l'occupant nazi lors des rafles de Marseille en janvier 1943,.

### La Libération
Libéré le 9 décembre 1945, il est réintégré dans la Marine comme officier en novembre 1946, avec pleine reconnaissance de ses droits à la retraite.
Un de ses fils, Ivan de Rodellec du Porzic, engagé dans la Légion des volontaires français contre le bolchevisme (LVF) disparait sur le front de l'Est c'est-à-dire au service du Troisième Reich.

## Dans la fiction
Maurice de Rodellec du Porzic est l'un des personnages de la série allemande Transatlantique, en 2023, incarné par l'acteur français Grégory Montel.